# 국가전쟁기
국가전쟁기(독일어: Reichskriegsflagge 라이히스크릭스플라게[*])는 1876년에서 1945년 사이 독일국의 군사조직들이 사용한 군기이다. 총 7개의 기가 존재했다.

## 목록

북독일 연방 해군기(1867년 ~ 1871년)이자 제국해군 함미기(1871년 ~ 1892년)
제국해군 함미기(1892년 ~ 1903년)
제국해군 함미기(1903년 ~ 1919년)
국가방위군 전쟁기(1919년 ~ 1921년)
국가방위군 전쟁기(1921년 ~ 1933년)
국가방위군 전쟁기(1933년 ~ 1935년)
전쟁해군 함미기(1935년 ~ 1938년)
전쟁해군 함미기(1938년 ~ 1945년)

## 같이 보기
- 독일의 국기
- 나치 독일의 국기
- 욱일기